# Jean III d'Arkel
Jean III d'Arkel, né vers 1275 et mort le 24 décembre 1324, est seigneur d'Arkel de 1297 jusqu'à sa mort.

## Biographie
Jean III d'Arkel est le fils de Jean II d'Arkel et de Bertrouda van Sterkenborg. Il succède à son père en 1297, après que ce dernier a été tué à la bataille de Vronen. Jean III élargit les propriétés foncières d'Arkel en achetant des terres en Hollande et dans le Brabant. Il est l'avocat de l'évêque Gui d'Avesnes d' Utrecht. En 1304, il acquit la terre des seigneurs de Ter Leede, la branche familiale s'étant éteinte et les d'Arkel étaient les premiers en ligne.
En 1315, Jean III d'Arkel est en campagne avec Guillaume Ier de Hainaut en Flandre, où le comte de Flandre est combattu près de Courtrai. Dans la période 1317-1919, Jean est nommé comme « patron» de l'évêque nouvellement élu Frederik van Sierck d'Utrecht. Cet évêque est nommé par Guillaume Ier, mais les Stichtenaren (habitants de la province d'Utrecht) n'en sont pas contents et Jean doit retenir cette foule. En 1318, le seigneur van Lienden pille avec ses partisans le Neder-Betuwe et le Sticht, Jean d'Arkel est contrait de les éliminer.
Il est très favorisé par Guillaume Ier de Hainaut et est chargé en 1321 de se prononcer en tant qu'arbitre dans les différends entre Guillaume Ier et Jean Ier de Brabant. Dans les années suivantes, Jean III n'est plus en faveur. Il est peut-être mis au second plan par Guillaume van Duvoorde. Toujours en 1321, il nomme son fils aîné comme drossard de Ter Leede. Ce dernier est appelé Jean van der Lede jusqu'en 1324 (après la mort de Jean III), date à laquelle il s'appelle simplement à nouveau d'Arkel.
Jean est enterré dans la Grote Kerk à Gorinchem, avec sa première femme Mabelia. Ses fils étant trop jeunes pour régner, son frère Nicolaas d'Arkel en prend la tutelle.
En 1844, après la démolition de la Grote Kruiskerk à Gorinchem, le monument funéraire de Jean III d'Arkel et de son épouse Mabelia van Voorne est retrouvé.

## Mariages et enfants
Jean a une vie conjugale très mouvementée.
Jean se marie pour la première fois en 1293 avec Mabelia van Voorne (1273 - 26 février 1313), fille d'Albert de Voorne (nl) et Aleyd van Loon, avec qui il a trois enfants:
- inconnu, mort jeune
- Jean  IV, (1305-1360)
- Mabelia ou Margretha (vers 1295-13 juin 1368), épouse de Gijsbrecht, seigneur d'Eem (Eemkerk, un village aujourd'hui noyé dans le Grote Hollandse Waard). En tant que veuve, elle défend les intérêts commerciaux de son demi-frère Jean et fonde (ou restaure) le Monastère des Frères mineurs (nl) à Utrecht. Elle est enterrée à la cathédrale d'Utrecht. Sa fille Hadewich Both van der Eem (vers 1320 - avant 1371) épouse Wolfert III van Borselen .

Jean se sépare de Mabelia en 1305. Le 5 décembre 1305, il lui octroie le revenu de la dîme de Leerdam. Mabelia est enterrée à Gorinchem.
En 1310, Jean  III conclut deux mariages illégaux, dont il aura :
- Jan de Gruyter (1310-) de la dame de Gruyter.
- Dirk Alras van Arkel (1315-) de la dame de Haestrecht.

Jean se marie pour la deuxième fois en 1314, avec Cunegonde van Virnenburg, avec qui il a quatre enfants:
- Jean, évêque d'Utrecht et de Liège, (1314-1378)
- Robrecht, seigneur van den Berghe (heer van Bergambacht en Renswoude), (1320-1347), commandant lors du Siège d'Utrecht de 1345.
- Cunégonde (1321-1346), épouse Jean, seigneur van Heusden,

Le mariage avec Cunégonde est fragile. Elle s'enfuit en 1323 avec ses enfants dans un monastère de Linschoten, où elle vivait encore en 1326.